# Бир-Лелу
Бир-Лелу (араб. بير لحلو‎, исп. Bir Lehlu) — фактическая временная столица частично признанной Сахарской Арабской Демократической Республики (САДР) после оккупации Эль-Аюна Королевством Марокко до размещения органов власти САДР в 2008 году в Тифарити. Административный центр 5-го военного региона САДР, а в гражданское время — центр округа (араб. دائرة‎, англ. daïra) Бир-Лелу в вилайете Смара. В городе находятся амбулатория, школа и мечеть.
Название «Бир-Лелу» в переводе с магрибского арабского языка означает «колодец с пресной водой». Современная стандартная арабская транскрипция слова: «bir al Halou» (بئر الحلو).

## История
Сахарская Арабская Демократическая Республика с изгнанным правительством, ранее находившимся в Тиндуфе (Алжир) управляла Бир-Лелу в качестве временной столицы САДР до тех пор, пока её столица Эль-Аюн находится под контролём Марокко.
В ночь на 27 февраля 1976 года в Бир-Лелу первый президент САДР Мустафа Сайед Эль-Уали провозгласил независимость республики по радио. Также в некоторых источниках местом рождения Эль-Уали указан Бир-Лехлу.
С конца 1975 года Radio Nacional de la Republica Árabe Saharaui Democrática (Национальное радио САДР) вещало оттуда как на средних, так и на коротких волнах, транслируя программы на марокканском диалекте арабского языка хассания, а также несколько часов на испанском языке.
20 мая 2005 года, совпадая с 32-й годовщиной начала вооружённой борьбы Фронта ПОЛИСАРИО, в Бир-Лелу открылась начальная школа. Школа была названа в честь Хосе Рамона Диего Агирре — испанского полковника и историка, первого иностранца, удостоенного почётного гражданства САДР.
27 февраля 2010 года город принял участие в праздновании 34-й годовщины провозглашения САДР с участием нескольких послов Африки и Южной Америки.
12 октября 2011 года во время празднования 36-го Дня народного единства командующий 5-м военным округом Сахрави Хама Салама открыл пристройку к городской школе, а также мечеть.

## Города-побратимы
- Арсеньега[9]
- Батна (с 8 июля 2009)
- Беналуа-де-лас-Вильяс (с 2001)
- Бьентина[10]
- Капрая-э-Лимите[10]
- Кампи-Бизенцио (с 28 января 1993)[11]
- Эль-Уэд (с 27 марта 2013)[12]
- Посуэло-де-Аларкон (с 23 апреля 2008)
- Прато[13]
- Ла-Ринконада
- Монтемурло[10]
- Монтерони-д’Арбия[10]
- Монтеварки[10]
- Новельда (с декабря 1998)[14]
- Сан-Пьеро-а-Сьеве[10]
- Сагунто (c 29 ноября 2003)
- Толоса (с 1996)[15]
- Томельосо (с 10 марта 2016)[16]
- Валье-де-Трапага[17]
- Веккьяно[10]